# Lac Tazawa
Le lac Tazawa (田沢湖, Tazawa-ko) est un lac de caldeira situé à Semboku, dans la préfecture d'Akita dans le nord du Japon. Avec une profondeur de 423 mètres il est le lac le plus profond du Japon. Cette profondeur implique que le lac ne gèle jamais. Le mont Akita-Komagatake, plus haut sommet de la préfecture d'Akita et deuxième plus élevé du parc national de Towada-Hachimantai, se trouve à l'ouest du lac.

## Activité
On trouve au sud-ouest du lac la statue Tatsuko (辰子像) de Yasutake Funakoshi (舟越保武, Funakoshi Yasutake). Plusieurs sources chaudes se trouvent dans les collines autour du lac. La plus grande région skiable de la préfecture d'Akita, la zone de ski de Tazawa, surplombe le lac.
La ville de Tazawako (aujourd'hui intégrée à Semboku) au sud-est doit son nom au lac.

## Écologie
Anciennement l'eau du lac était aussi claire que le lac Mashū à Hokkaido. Il fut pollué lors de la construction d'une centrale électrique en 1940 et le drainage acide des onsen.
En 1935, 100 000 œufs de poisson kunimasu (国鱒, oncorhynchus nerka kawamurae), espèce endémique du lac Tazawa en voie d'extinction sont introduits dans les lacs Sai et Motosu près du mont Fuji. L'introduction semble échouer, et l'espèce disparait dans les années 1940. Cependant, en 2010, des spécimens sont retrouvés vivants au lac Sai.

## Transport
La ligne Tazawako de la JR East passe au sud du lac. Auparavant un train express Tazawa circulait entre Morioka et Akita, il fut remplacé par le Shinkansen Akita Komachi en 1997.